# (90713) Chajnantor
90713 Chajnantor (1990 VE3) es un asteroide perteneciente al Cinturón de asteroides del sistema solar. Fue descubierto el 11 de noviembre de 1990 por T. Seki en Geisei. Su nombre es en honor al observatorio de Chajnantor en el Desierto de Atacama, Chile